# 非洲凌霄属
非洲凌霄属（学名：Podranea）是紫葳科下的一个属。该属共有2种，分布于非洲。
属名Podranea是粉花凌霄属Pandorea的改缀字。